# パングラオ島
パングラオ島(英語: Panglao Island)はフィリピン中南部ビサヤ諸島、中部ビサヤ地方のボホール海北部に位置する島。

## 地理

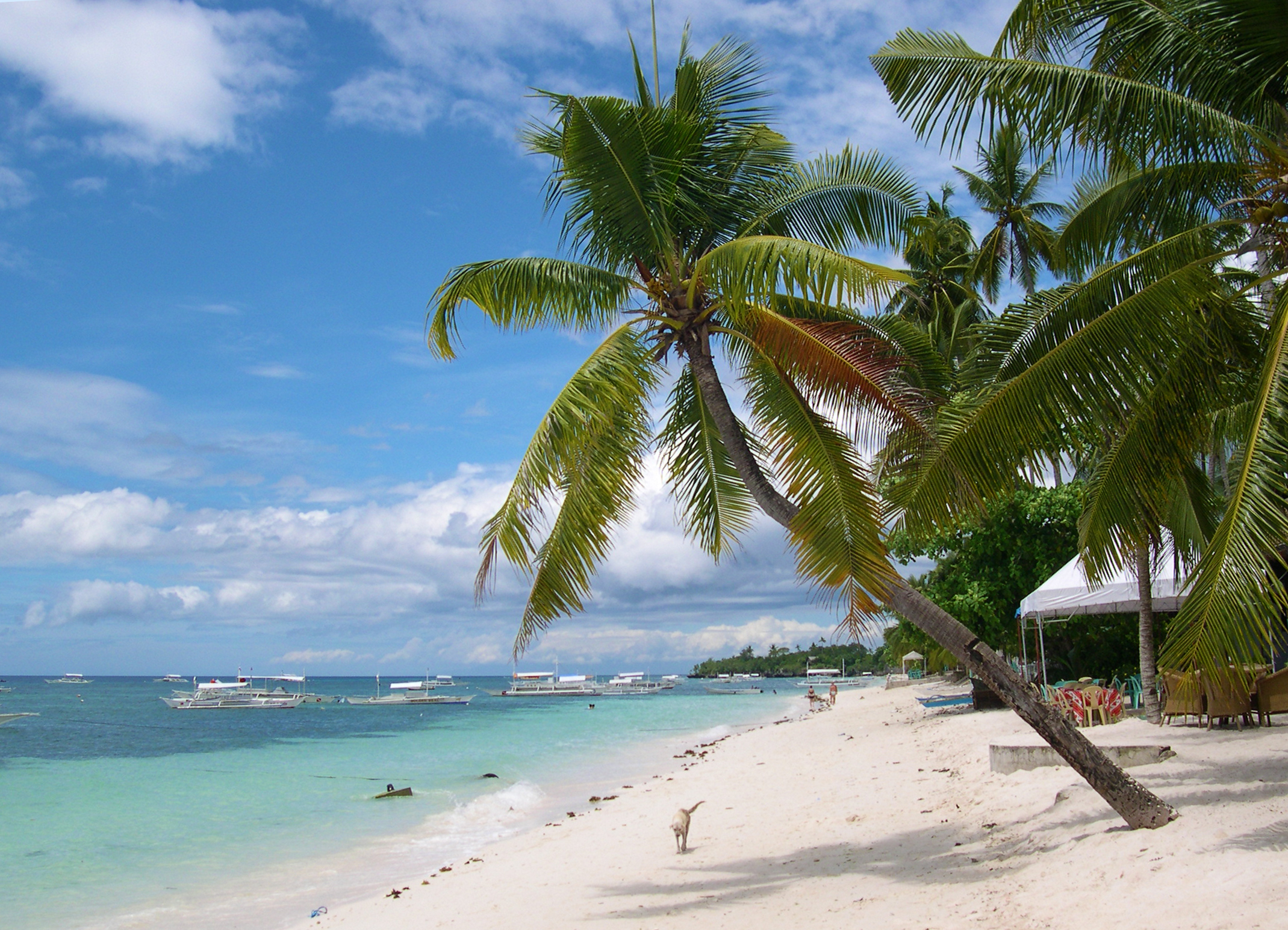
島内の風景

ボホール島の南西部に隣接するように存在しており、島は80.5 km2の面積を持つ。ボホール州に属しており、ダウイスとパングラオの2自治体に分けられている。島内東部がダウイス、島内西部がパングラオで、パングラオ自治体はボホール州西端近くなっている。
パングラオは大部分が平地である。ボホール西部地域で発見された石灰岩地質のマリボジョック石灰岩で構成されている。島内の石灰岩組成は珊瑚石灰岩で可溶性のため陥没やシンクホールの原因になるとしての空港の開発を足止めしている。特徴的な地質特性の一つが地下水を持つヒナグダナン鍾乳洞である。島内には河川や湖がないため、洞窟は重要な水源となっている。
パングラオはGak-ang、Pontod、バリカサッグ島などの幾つかの小さな島を含めてフィリピンでも人気の観光地である。
2010年の時点で、パングラオ島には68051人の住民が存在する。

## 歴史
パングラオ島は中国人、マレー人、タイ人、インドネシア人の貿易船などに知られていた。

## 生物多様性
250以上の新種の甲殻類や2500種の新種の軟体動物が発見されている。発見はパングラオ海洋生物多様性プロジェクトによるものである。このプロジェクトではパングラオだけで日本や地中海よりも海洋の生物多様性をもっているとしている。

## 観光

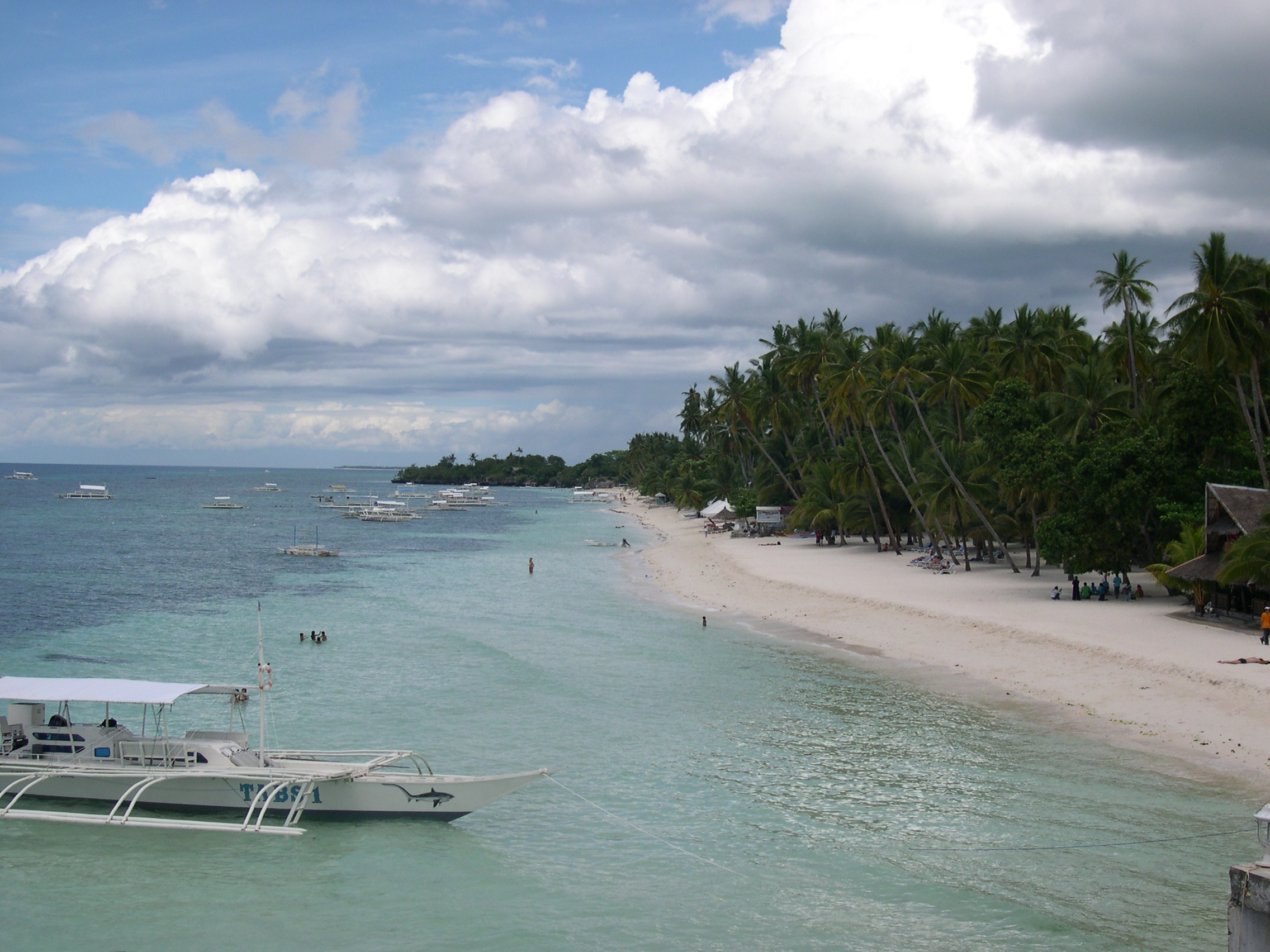
アロナビーチ

パングラオ島はフィリピンの主な観光目的地の一つである。アロナビーチは白い砂と透明な水面から島内で最も人気の観光地である。ボラカイ島観光地として同様レストランや酒場が開かれている。島周辺でのダイビングもフィリピン有数であり、特にバリカサッグ島周辺でのダイビングが見所となっている。

## 交通
ボホール島とは2箇所で架橋されている。
2018年11月28日、パングラオ国際空港が開港した。産業支援のためのボホール州の国際空港となることを目的としており、特にパングラオ島がボラカイ島の代替選択肢となるように計画された。空港は現在ボホール島とパングラオ島の国内旅行者の玄関口となっているタグビララン空港に非常に近く、フィリピン中部の国際観光客の玄関口であるマクタン・セブ国際空港からも2時間以内の範囲にある。
この新空港は、2015年にJICAの円借款で千代田化工建設と三菱商事が建設を受注した。

## 註
1. 1 2  “Total Population by Province, City, Municipality and Barangay: as of May 1, 2010”. 2010 Census of Population and Housing: Bohol.   National Statistics Office, Republic of the Philippines. 2014年12月27日閲覧。
2. ↑  Pedroso, Kate (2007年3月2日). “Panglao, Bohol: a center of marine biodiversity”. Philippine Daily Inquirer 2012年6月15日閲覧。
3. ↑  Manager, Content. “Balicasag Island Dive Resort”. www.tieza.gov.ph. 2015年9月29日閲覧。
4. ↑  https://flyteam.jp/news/article/103127
5. ↑  “千代化と三菱商事がフィリピンの新空港建設を受注”.  産経ニュース. 2015年10月26日閲覧。